# Joseph De Combe
Joseph De Combe, född 19 juni 1901, död 28 december 1965, var en belgisk vattenpolospelare och bröstsimmare.
De Combe tog två silvermedaljer vid olympiska sommarspelen 1924. Han var tvåa på 200 meter bröstsim och ingick dessutom i Belgiens herrlandslag i vattenpolo som tog silver i vattenpoloturneringen. Vid olympiska sommarspelen 1928 var han antagen till den belgiska OS-truppen i egenskap av simmare. Sträckan var densamma som tidigare, 200 meter bröstsim, men 1928 var inte hans år. OS-brons tog han som vattenpolospelare i OS-turneringen 1936. Det året tog Ungern guld och Tyskland silver.